# Ziegelei Pape

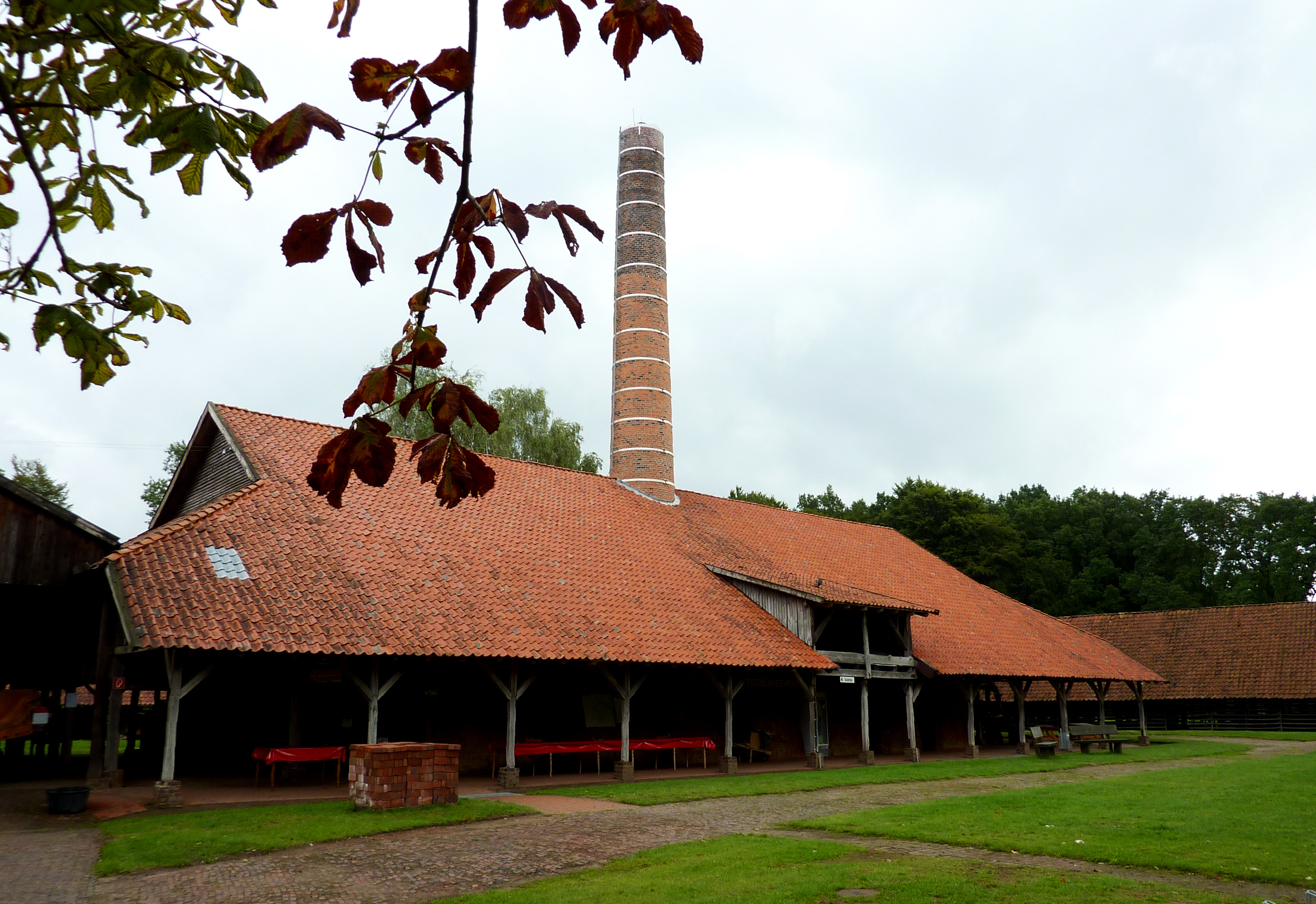
Ringofen

Die ehemalige Ziegelei Pape, Malstedter Straße 38, in der niedersächsischen Stadt Bremervörde, Ortsteil Bevern, wurde im 19. und 20. Jahrhundert gebaut. Aktuell (2025) wird sie seit 2001 als Industriemuseum genutzt.
Die Gebäude und Anlagen stehen seit 1976 unter Denkmalschutz (siehe auch Liste der Baudenkmale in Bremervörde).

## Geschichte und Beschreibung
Bremervörde war um 1000 Sitz der Wasserburg Vörde an der Oste und gehört zum Landkreis Rotenburg (Wümme). Bevern wurde 986 erstmals erwähnt.
1535 wird eine Erzbischöfliche Ziegelei am heutigen Standort erwähnt, die Handstrichziegel im Feldbrandofen brannte für den Ausbau beim Schloss Bremervörde. 1840 gründete der Landwirt Johann Pape eine neue Ziegelei als Nebenbetrieb. Er baute die erhaltene Tretbahn, zwei Trockenschuppen, den Brunnen und einen mit Torf betriebenen Einkammerbrennofen zur Herstellung von Ziegelsteinen und Dachziegeln im Handstrichverfahren. 1902 wurde der Betrieb auf Maschinenproduktion umgestellt. 1912 ging der Hoffmannsche Ringofen in Betrieb und die Produktion wurde erheblich gesteigert. Die Ziegelei war bis Ende 1973 in Betrieb. Der Verein Ziegelei Pape, Bevern von 1997 sanierte mit diversen Fördermitteln bis 2001 die Anlagen. Er betreut und unterhält sie und organisiert zwischen Ende April und Ende September Ziegelei-Führungen.
Die Ziegelei Pape ist eine der wenigen vollständig erhaltenen Ziegeleien in Niedersachsen, die den ehemaligen Produktionsprozess von der Tonförderung über Trocknung und Brand noch anschaulich darzustellen vermag.
Die Anlage besteht aus

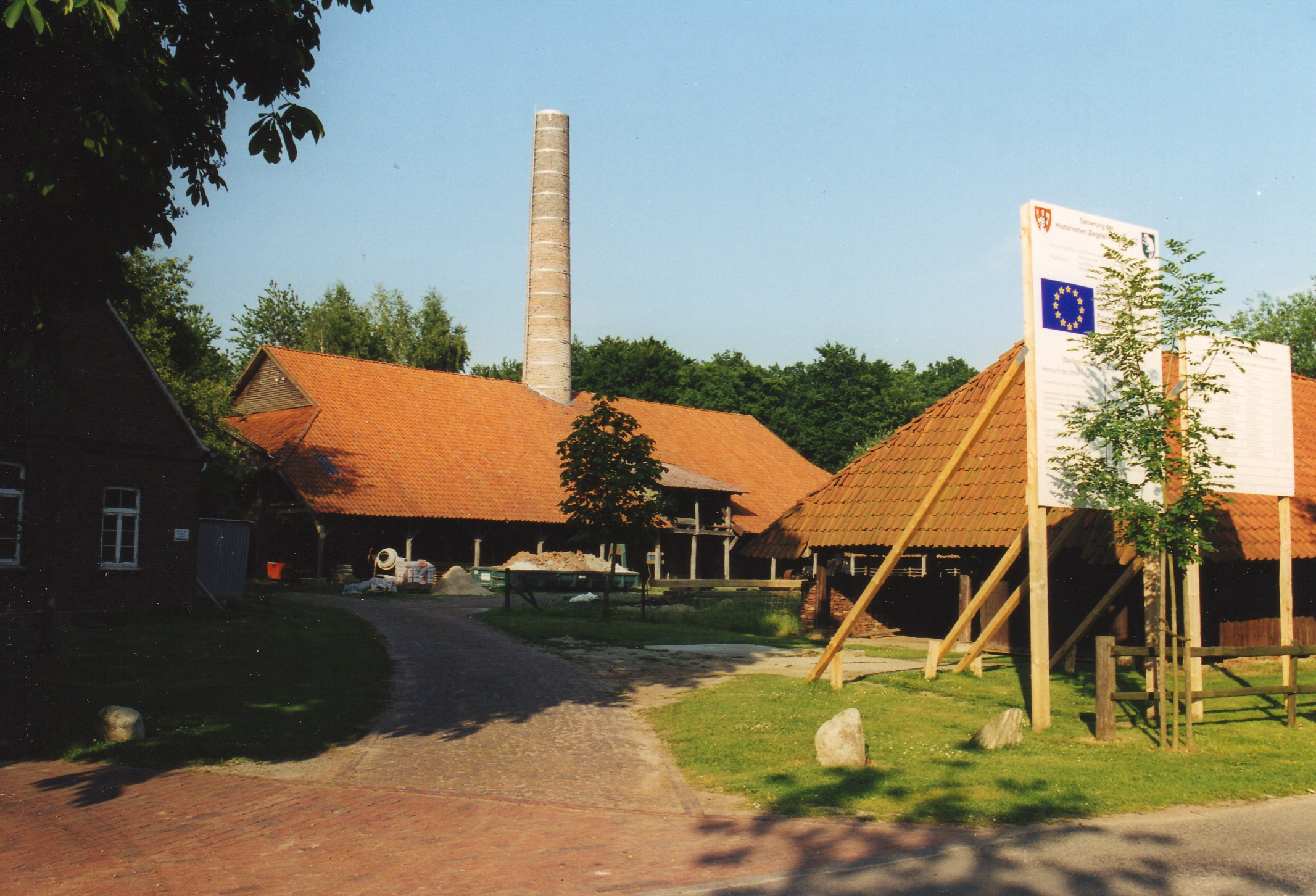
Ringofen

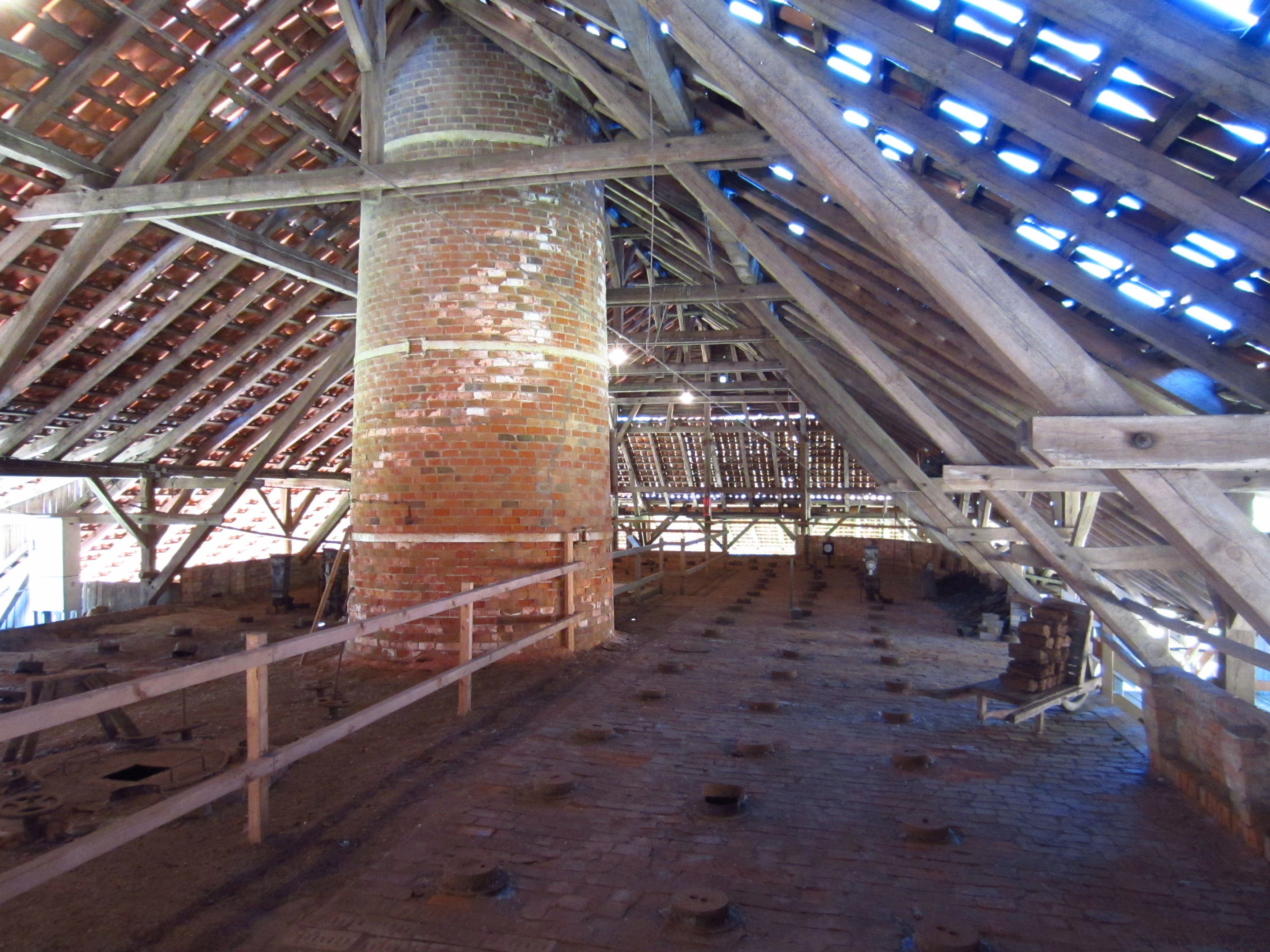
Schürebene des Hoffmannschen Ringofens

- dem Hoffmannschen Ringofen von 1911/12, Kernstück der Ziegelei, als ovaler Ringofen als Brenntunnel mit 16 Kammern von konischen Backsteinwänden umgeben, unter offenem Holztragwerk und abgewalmtem pfannengedeckten Satteldach sowie mittigem Schornstein; errichtet durch die Firma Leopold Niestrath und nach Zerstörungen im Zweiten Weltkrieg 1951–56 teilweise wieder aufgebaut,[2]
- dem zweigeschossigen verklinkerten Maschinenhaus von 1902 mit Lisenengliederung und eingeschossigem Anbau nach Norden, mit pfannengedecktem Satteldach sowie mit technischer Ausstattung (Dieselmotoren, Transmissionen, Mischanlage, Walzwerken, Press- und Schneidemaschinen),[3]
- den drei Trockenschuppen von um 1911 und um 1960 als offene Holztragwerke mit Walmdächern, vertikaler Verbretterung der Traufseiten sowie im Inneren längs verlaufend Trockengestelle für die Rohlinge und mit den Feldbahnschienen,[4][5][6]
- dem eingeschossigen verklinkertem L-förmigen Wohnhaus von 1885 mit Satteldach für u. a. Lippsche Ziegler, die als spezialisierte Saisonarbeiter auf der Ziegelei arbeiteten,[7]
- dem eingeschossigen verklinkertem Altenteilerhaus von um 1930 mit Satteldach und Dachhaus,[8]
- dem eingeschossigen verklinkerten Wohn- und Wirtschaftsgebäude der Eigentümer von 1908 als Vierständer-Hallenhaus mit Satteldach, Grooter Door und Fassaden mit Backsteinverzierungen,[9]
- der Werkstatt von um 1890 unter offenem Holztragwerk mit Walmdach, u. a. errichtet für die Tretbahn,[10]
- und der nördlichen Tongrube, die renaturiert und als Fischteich geflutet wurde,[11]
- sowie zeitweise und zu Demonstrationszwecken einem nicht denkmalgeschützten Feldbrandofen, bei dem die zu brennenden Steine selbst den Ofen bilden,
- und dem Eimerkettenbagger unter einer Remise.

Das Landesdenkmalamt befand u. a.: „… Die ehemalige Tongrube und der gesamte Gebäudebestand ist überkommen, was in wissenschaftlicher Hinsicht einen Seltenheitswert darstellt.“